# ACAS

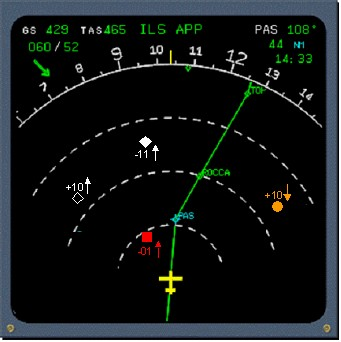
Un sistema ACAS implementato in un display EFIS. Il quadrato rosso identifica un velivolo ad alto rischio collisione.

L'Airborne Collision Avoidance System (ACAS), letteralmente Sistema per evitare le collisioni in volo, è una tipologia di apparati degli aeromobili basati su transponder, al fine di avvisare i piloti in caso di possibile o imminente collisione in volo. La più famosa implementazione di questi sistemi è il Traffic Collision Avoidance System meglio noto come TCAS.
Gli avvisi emessi dagli ACAS possono essere di traffico (Traffic Advisory) o di risoluzione (Resolution Advisory). I primi indicano sul display dell'apparato la presenza di un traffico in potenziale conflitto, mentre i secondi suggeriscono al pilota una determinata manovra in grado di garantire la separazione dagli aeromobili in conflitto di traffico.
Nel 2004 uno studio nel Regno Unito hanno mostrato che se entrambi gli equipaggi utilizzano correttamente i sistemi ACAS, la probabilità di collisione tra due velivoli diminuisce del 2000%.

## Descrizione
Lo standard ICAO Annex 10 fornisce una precisa definizione di Airborne Collision Avoidance System:
signals which operates independently of ground-based equipment to provide advice to the pilot on potential conflicting
aircraft that are equipped with SSR transponders.»
che opera indipendentemente da equipaggiamenti a terra, al fine di fornire ai piloti avvisi su potenziali conflitti
tra aerei che sono equipaggiati con transponder SSR.»
(ICAO Annex 10)
Lo standard specifica le funzioni che ACAS dovrà avere. Ad un intervallo massimo di 1.2 secondi il sistema deve eseguire le seguenti funzioni:
1. Rilevazione dei segnali del transponder
2. Generazione dei messaggi di avvertimento
3. Riconoscimento dei possibili conflitti
4. Generazione dei messaggi di risoluzione di conflitto
5. Coordinazione con gli altri aeromobili
6. Comunicazione con le stazioni di terra (opzionale)

### Versioni
La specifica di Airborne Collision Avoidance System distingue gli apparati in tre categorie:
- ACAS I: in grado di fornire TA - Traffic Advisory, cioè l'emissione di avvisi acustici e visivi ai piloti al fine di fornire informazioni utili a evitare collisioni;
- ACAS II: oltre a fornire servizi TA fornisce RA - Resolution Advisory verticali, ovvero istruzioni che il pilota deve seguire al fine di evitare la collisione;
- ACAS III: fornisce servizi TA, RA vertical e RA orizzontale.

Le istruzioni fornite da RA - Resolution Advisory sono di massima priorità e sovrastano qualsiasi altra istruzione, comprese le indicazioni fornite dal controllore di volo.
La prima versione di un sistema ACAS proposta dalla FAA in collaborazione con l'MIT è il Beacon Collision Avoidance System (BCAS); il suo sviluppo è terminato nel 1981 prima di entrare in funzione, per cedere il posto allo sviluppo di TCAS. Nel 2016 ancora nessun sistema ha ricevuto la classificazione ACAS III e TCAS è l'unico sistema certificato ACAS II. Per questo motivo è anche l'unico sistema utilizzato negli aerei di linea, obbligatorio per massa maggiore di 5.700 o numero di passeggeri superiore a 19.

## ACAS X
Nel 2008 l'FAA ha finanziato il nuovo progetto ACAS X con l'obiettivo di sviluppare l'attuale standard ACAS, in particolare per l'introduzione nello spazio aereo di UAV. Le migliorie principali riguardano l'uso del GPS e di nuovi sensori, come i sensori elettro-ottici e radar.